# Prix Hugo de la meilleure histoire graphique
Le prix Hugo de la meilleure histoire graphique (en anglais : Hugo Award for Best Graphic Story) est un prix américain décerné chaque année depuis 2009 par les membres de la World Science Fiction Society dans le cadre des prix Hugo. Il récompense les bandes dessinées  de science-fiction et de fantasy publiées en anglais pendant l'année calendaire précédente.

## Éligibilité
Le prix est destiné aux ouvrages de science-fiction ou de fantasy publiés sous forme graphique en anglais pendant l'année calendaire précédente (le prix décerné en 2024 est ouvert aux ouvrages publiés en 2023, par exemple).
Les finalistes et les lauréats sont désignés par les membres qui soutiennent ou participent à la World Science Fiction Convention (Worldcon). Les membres choisissent initialement cinq œuvres de janvier à mars ; les six œuvres ayant reçu le plus de nominations (cinq avant 2017) sont proposées au vote final, qui se tient à peu-près d'avril à juillet (suivant la date à laquelle se tient la Worldcon, qui a généralement lieu début septembre). Le lauréat est choisi suivant un système de vote à second tour instantané,.

## Historique
Le prix est décerné annuellement depuis 2009. Les trois premiers prix (2009, 2010 et 2011) sont décernés à la série Girl Genius ; après leur troisième prix, l'équipe de Girl Genius annonce qu'afin de montrer que la catégorie est viable, elle refuse toute nomination l'année suivante (la série est à nouveau finaliste en 2014, mais ne remporte pas le prix). Les cinq années suivantes, le prix est décerné à une série différente à chaque fois, tant des webcomics que des séries publiées. Entre 2017 et 2019, Monstress remporte le prix à trois reprises.
Des « Retro Hugo » ont été décernés rétrospectivement pour des œuvres publiées en 1941, 1944 et 1945, alors que le prix n'avait pas encore été créé.

## Palmarès
Note : l'année indiquée est celle de la cérémonie, récompensant les œuvres sorties au cours de l'année précédente. Les gagnants sont cités en premier, suivis par les autres œuvres nommées, classées par ordre d'arrivée dans les votes.
Sauf indication contraire ou complémentaire, les informations mentionnées dans cette section proviennent des sites web du prix Hugo, de la Science Fiction Awards Database et de la New England Science Fiction Association.

### Années 1930

#### 1939
Le prix aurait dû être décerné en 2014 dans le cadre des prix Retro Hugo mais il n'y a pas eu assez de nominations.

### Années 1940
| Sommaire : | - Haut - 1941 - 1943 - 1944 - 1945 |

#### 1941
Le prix a été décerné en 2016 dans le cadre des prix Retro Hugo.

Batman #1 – écrit par Bill Finger, dessiné par Bob Kane
- Flash Gordon : The Ice Kingdom of Mongo – écrit par Alex Raymond, dessiné par Don Moore
- The Origin of the Spirit – écrit et dessiné par Will Eisner
- Captain Marvel : Introducing Captain Marvel – créé par C. C. Beck et Bill Parker
- Spectre : The Spectre / The Spectre Strikes! – créé par Jerry Siegel et Bernard Baily

#### 1943
Le prix aurait dû être décerné en 2018 dans le cadre des prix Retro Hugo mais il n'y a pas eu assez de nominations.

#### 1944
Le prix a été décerné en 2019 dans le cadre des prix Retro Hugo.

Wonder Woman : #5: Battle for Womanhood – écrit par William Marsden, dessiné par H. G. Peter
- Le Secret de La Licorne – écrit et dessiné par Hergé
- Flash Gordon : Fiery Desert of Mongo – écrit et dessiné par Alex Raymond
- Buck Rogers : Martians Invade Jupiter – écrit par Philip Francis Nowlan, dessiné par Dick Calkins
- Plastic Man : #1: The Game of Death – écrit et dessiné par Jack Cole
- Garth – écrit et dessiné par Steve Dowling

#### 1945
Le prix a été décerné en 2020 dans le cadre des prix Retro Hugo.

Superman : The Mysterious Mr. Mxyztplk – écrit par Jerry Siegel, dessiné par Joe Shuster
- Donald Duck : The Mad Chemist – écrit et dessiné par Carl Barks
- The Spirit : For the Love of Clara Defoe – écrit par Manly Wade Wellman, dessiné par Lou Fine et Don Komisarow
- Buck Rogers : Hollow Planetoid – écrit et dessiné par Dick Calkins
- Flash Gordon : Battle for Tropica – écrit et dessiné par Alex Raymond
- Flash Gordon : Triumph in Tropica – écrit et dessiné par Alex Raymond

### Années 2000
| Sommaire : | - Haut - 2009 |

#### 2009
Girl Genius : Volume 8: Agatha Heterodyne and the Chapel of Bones – écrit par Phil Foglio et Kaja Foglio (en), dessiné par Phil Foglio
- Serenity : Better Days – écrit par Joss Whedon et Brett Matthews, dessiné par Will Conrad
- Les Dossiers Dresden : Welcome to the Jungle (en) – écrit par Jim Butcher, dessiné par Ardian Syaf (en)
- Fables : La Guerre des nerfs (War and Pieces) – écrit par Bill Willingham, dessiné par Mark Buckingham, Steve Leialoha et Andrew Pepoy
- Y, le dernier homme : Trajets d'Y (Volume 10: Whys and Wherefores) – écrit par Brian K. Vaughan, dessiné par Pia Guerra
- Schlock Mercenary (en) : The Body Politic – écrit et dessiné par Howard Tayler (en)

### Années 2010
| Sommaire : | - Haut - 2010 - 2011 - 2012 - 2013 - 2014 - 2015 - 2016 - 2017 - 2018 - 2019 |

#### 2010
Girl Genius : Volume 9: Agatha Heterodyne and the Heirs of the Storm – écrit par Phil Foglio et Kaja Foglio (en), dessiné par Phil Foglio
- Batman: Qu'est-il arrivé au chevalier noir ? (en) (Batman: Whatever Happened to the Caped Crusader?) – écrit par Neil Gaiman, dessiné par Andy Kubert
- Fables : L'Âge des ténèbres (Volume 12: The Dark Ages) – écrit par Bill Willingham, dessiné par Mark Buckingham, Peter Gross (en), Andrew Pepoy, Mike Allred et David Hahn (en)
- Captain Britain and MI13 (en) : Volume 3: Vampire State – écrit par Paul Cornell, dessiné par Leonard Kirk (en)
- Schlock Mercenary (en) : The Longshoreman of the Apocalypse – écrit et dessiné par Howard Tayler (en)

#### 2011
Girl Genius : Volume 10: Agatha Heterodyne and the Guardian Muse – écrit par Phil Foglio et Kaja Foglio (en), dessiné par Phil Foglio
- Fables : Sorcières (Witches) – écrit et dessiné par Bill Willingham
- Schlock Mercenary (en) : Massively Parallel – écrit et dessiné par Howard Tayler (en)
- Grandville : Grandville Mon Amour – écrit et dessiné par Bryan Talbot
- The Unwritten (en) : Volume 2: Inside Man – écrit par Mike Carey, dessiné par Peter Gross (en)

#### 2012
Digger (en) – écrit et dessiné par Ursula Vernon
- Fables : Rose Rouge (Volume 15: Rose Red) – écrit par Bill Willingham, dessiné par Mark Buckingham
- Locke and Key : Les Clés du royaume (Volume 4: Keys to the Kingdom) – écrit par Joe Hill, dessiné par Gabriel Rodriguez
- Schlock Mercenary (en) : Force Multiplication – écrit et dessiné par Howard Tayler (en)
- The Unwritten (en) : Volume 4: Leviathan – écrit par Mike Carey, dessiné par Peter Gross (en)

#### 2013
Saga : Tome 1 (Volume One) – écrit par Brian K. Vaughan, dessiné par Fiona Staples
- Locke and Key : Rouages (Volume 5: Clockworks) – écrit par Joe Hill, dessiné par Gabriel Rodriguez
- Schlock Mercenary (en) : Random Access Memorabilia – écrit et dessiné par Howard Tayler (en)
- Grandville : Bête Noire – écrit et dessiné par Bryan Talbot
- Saucer Country (en) : Volume 1: Run – écrit par Paul Cornell, dessiné par Ryan Kelly (en), Jimmy Broxton et Goran Sudžuka (en)

#### 2014
xkcd : Time – écrit par Randall Munroe
- Saga : Tome 2 (Volume Two) – écrit par Brian K. Vaughan, dessiné par Fiona Staples
- Girl Genius : Volume 13: Agatha Heterodyne & The Sleeping City – écrit par Phil Foglio et Kaja Foglio (en), dessiné par Phil Foglio
- The Girl Who Loved Doctor Who – écrit par Paul Cornell, dessiné par Jimmy Broxton
- The Meathouse Man – adapté d'une nouvelle de George R. R. Martin, dessiné par Raya Golden

#### 2015
Miss Marvel (Kamala Khan) : Volume 1: No Normal – écrit par G. Willow Wilson, dessiné par Adrian Alphona et Jake Wyatt
- Saga : Tome 3 (Volume Three) – écrit par Brian K. Vaughan, dessiné par Fiona Staples
- Rat Queens (en) : Volume 1: Sass and Sorcery – écrit par Kurtis J. Wiebe, dessiné par Roc Upchurch
- Sex Criminals : Volume 1: One Weird Trick – écrit par Matt Fraction, dessiné par Chip Zdarsky
- The Zombie Nation Book : Book 2: Reduce Reuse Reanimate – écrit et dessiné par Carter Reid

#### 2016
Sandman : Ouverture (en) (Overture) – écrit par Neil Gaiman, dessiné par J. H. Williams III
- Invisible Republic : Vol 1 – écrit par Corinna Bechko et Gabriel Hardman, dessiné par Gabriel Hardman
- The Divine (en) – écrit par Boaz Lavie (en), dessiné par Asaf Hanuka et Tomer Hanuka (en)
- Full Frontal Nerdity – écrit et dessiné par Aaron Williams (en)
- Erin Dies Alone – écrit par Grey Carter, dessiné par Cory Rydell

#### 2017
Monstress : L'Éveil (Volume 1: Awakening) – écrit par Marjorie Liu, dessiné par Sana Takeda
- Miss Marvel (Kamala Khan) : Volume 5: Super Famous – écrit par G. Willow Wilson, dessiné par Takeshi Miyazawa (en)
- Saga : Tome 6 (Volume Six) – écrit par Brian K. Vaughan, dessiné par Fiona Staples
- Paper Girls : Tome 1 (Volume 1) – écrit par Brian K. Vaughan, dessiné par Cliff Chiang
- Black Panther : Volume 1: A Nation Under Our Feet – écrit par Ta-Nehisi Coates, dessiné par Brian Stelfreeze
- The Vision : Volume 1: Little Worse Than A Man – écrit par Tom King, dessiné par Gabriel Hernandez Walta

#### 2018
Monstress : La Quête (Volume 2: The Blood) – écrit par Marjorie Liu, dessiné par Sana Takeda
- Saga : Tome 7 (Volume Seven) – écrit par Brian K. Vaughan, dessiné par Fiona Staples
- Bitch Planet : Volume 2: President Bitch – écrit par Kelly Sue DeConnick, dessiné par Valentine De Landro et Taki Soma
- Black Bolt : Volume 1: Hard Time – écrit par Saladin Ahmed, dessiné par Christian Ward
- Paper Girls : Tome 3 (Volume 3) – écrit par Brian K. Vaughan, dessiné par Cliff Chiang
- Moi, ce que j'aime, c'est les monstres (My Favorite Thing Is Monsters) – écrit et dessiné par Emil Ferris

#### 2019
Monstress : Erreur fatale (Volume 3: Haven) – écrit par Marjorie Liu, dessiné par Sana Takeda
- Black Panther : Long Live the King (issues 1-3) – écrit par Nnedi Okorafor et Aaron Covington (en), dessiné par André Lima Araújo, Mario Del Pennino et Tana Ford
- Abbott – écrit par Saladin Ahmed, dessiné par Sami Kivela (en)
- Saga : Tome 9 (Volume Nine) – écrit par Brian K. Vaughan, dessiné par Fiona Staples
- Paper Girls : Tome 4 (Volume 4) – écrit par Brian K. Vaughan, dessiné par Cliff Chiang
- Dans un rayon de soleil (On a Sunbeam) – écrit et dessiné par Tillie Walden

### Années 2020
| Sommaire : | - Haut - 2020 - 2021 - 2022 - 2023 - 2024 - 2025 |

#### 2020
LaGuardia (en) – écrit par Nnedi Okorafor, dessiné par Tana Ford, couleurs par James Devlin
- Monstress : L'Élue (Volume 4: The Chosen) – écrit par Marjorie Liu, dessiné par Sana Takeda
- Mooncakes – écrit par Wendy Xu, dessiné par Suzanne Walker
- Paper Girls : Tome 6 (Volume 6) – écrit par Brian K. Vaughan, dessiné par Cliff Chiang et Matt Wilson (en)
- The Wicked + The Divine : Volume 9: Okay – écrit par Kieron Gillen, dessiné par Jamie McKelvie (en) et Matt Wilson (en)
- Die (en) : Mortelle Fantasy (Volume 1: Fantasy Heartbreaker) – écrit par Kieron Gillen, dessiné par Stephanie Hans (en)

#### 2021
Parable of the Sower: A Graphic Novel Adaptation –  adapté par Damian Duffy d'après le roman d'Octavia E. Butler, dessiné par John Jennings
- Ghost-Spider : Volume 1: Dog Days Are Over – écrit par Seanan McGuire, dessiné par Takeshi Miyazawa (en), Rosie Kämpe et Ig Guara
- Monstress : Guerrière (Volume 5: Warchild) – écrit par Marjorie Liu, dessiné par Sana Takeda
- Once & Future (en) : Tome 1 (Volume 1: The King Is Undead) – écrit par Kieron Gillen, dessiné par Dan Mora
- Invisible Kingdom : Volume 2: Edge of Everything – écrit par G. Willow Wilson, dessiné par Christian Ward
- Die (en) : Scission (Volume 2: Split the Party) – écrit par Kieron Gillen, dessiné par Stephanie Hans (en)

#### 2022
Far Sector (en) (Far Sector) – écrit par N. K. Jemisin, dessiné par Jamal Campbell
- Monstress : Le Serment (Volume 6: The Vow) – écrit par Marjorie Liu, dessiné par Sana Takeda
- Lore Olympus : Volume 1 (Volume 1) – écrit et dessiné par Rachel Smythe
- Die (en) : Acceptation (Volume 4: Bleed) – écrit par Kieron Gillen, dessiné par Stephanie Hans (en)
- Once & Future (en) : Tome 3 (Volume 3: The Parliament of Magpies) – écrit par Kieron Gillen, dessiné par Dan Mora
- Strange Adventures (Strange Adventures) – écrit par Tom King, dessiné par Mitch Gerads et Evan Shaner

#### 2023
Cyberpunk 2077: Big City Dreams (Cyberpunk 2077: Big City Dreams) – écrit par Bartosz Sztybor, dessiné par Filipe Andrade, Alessio Fioriniello, Roman Titov et Krzysztof Ostrowski
- Dune : L'Adaptation officielle du film (DUNE: The Official Movie Graphic Novel) – écrit par Lilah Sturges, dessiné par Drew Johnson
- Monstress : Dévorée (Volume 7: Devourer) – écrit par Marjorie Liu, dessiné par Sana Takeda
- Supergirl: Woman of Tomorrow (Supergirl: Woman of Tomorrow) – écrit par Tom King, dessiné par Bilquis Evely
- Once & Future (en) : Tome 4 (Volume 4: Monarchies in the UK) – écrit par Kieron Gillen, dessiné par Dan Mora
- Saga : Tome 10 (Volume Ten) – écrit par Brian K. Vaughan, dessiné par Fiona Staples

#### 2024
Saga : Tome 11 (Volume Eleven) – écrit par Brian K. Vaughan, dessiné par Fiona Staples
- Wonder Woman Historia: The Amazons (Wonder Woman Historia: The Amazons) – écrit par Kelly Sue DeConnick, dessiné par Phil Jimenez, Gene Ha et Nicola Scott (en)
- Béa Wolf (en) (Bea Wolf) – écrit par Zach Weinersmith, dessiné par Boulet
- Le Problème à trois corps - Tome 1 : Les Frontières de la science (The Three Body Problem, Part One) – écrit par Cai Jin, Ge Wendi et Bo Mu, dessiné par Caojijiuridong
- Shubeik Lubeik (Your Wish Is My Command) – écrit et dessiné par Deena Mohamed (en)
- The Witches of World War 2 – écrit par Paul Cornell, dessiné par Valeria Burzo

#### 2025
Star Trek: Lower Decks: Warp Your Own Way – écrit par Ryan North, dessiné par Chris Fenoglio
- The Deep Dark (The Deep Dark) – écrit et dessiné par Molly Knox Ostertag
- The Hunger and the Dusk: Volume 1 – écrit par G. Willow Wilson, dessiné par Chris Wildgoose
- Monstress : Possession (Volume 9: The Possessed) – écrit par Marjorie Liu, dessiné par Sana Takeda
- Moi, ce que j'aime, c'est les monstres (My Favorite Thing Is Monsters) : Tome 1 – écrit et dessiné par Emil Ferris
- We Called Them Giants – écrit par Kieron Gillen, dessiné par Stephanie Hans (en)

## Statistiques
De 2009 à 2025, 17 prix Hugo de la meilleure histoire graphique ont été remis lors des 17 cérémonies organisées. 3 Retro Hugo de la meilleure histoire graphique  ont également été décernés lors des 3 cérémonies qui ont eu lieu. Au total, il y a eu 17 récipiendaires.

### Par franchises
Les plus récompensés
- 3 prix : Girl Genius, Monstress
- 2 prix : Saga

Les plus nommés
- 8 nominations : Saga
- 7 nominations : Monstress
- 5 nominations : Girl Genius, Schlock Mercenary (en)
- 4 nominations : Fables, Paper Girls
- 3 nominations : Die (en), Once & Future (en)
- 2 nominations : Grandville, Locke and Key, Miss Marvel, The Unwritten (en)

### Par auteurs
Les plus récompensés
- 3 prix : Phil Foglio, Kaja Foglio (en), Marjorie Liu, Sana Takeda

Les plus nommés
- 13 nominations : Brian K. Vaughan
- 8 nominations : Fiona Staples
- 7 nominations : Kieron Gillen
- 6 nominations : Marjorie Liu, Sana Takeda
- 5 nominations : Howard Tayler (en)
- 4 nominations : Paul Cornell, Phil Foglio, Kaja Foglio (en), Bill Willingham
- 3 nominations : Mark Buckingham, Cliff Chiang, Peter Gross (en), Tom King, Dan Mora, Alex Raymond